# Audra Cohen
Audra Marie Cohen (21 april 1986) is een tennisspeelster uit de Verenigde Staten van Amerika.
Audra kreeg in 2004 een wildcard voor het US Open, waar zij samen met Riza Zalameda de tweede ronde bereikte. Hiermee maakte zij haar debuut op een grandslamtoernooi.
In 2006 werd ze in haar thuisland Amerika verkozen tot ITA-speelster van het jaar. Dat jaar werd ze ook nationaal indoor-kampioen.
In 2009 studeerde af op psychologie aan de universiteit van Miami.
Na haar actieve carrière werd ze tenniscoach.